# Sword of the New World
Sword of the New World is een origineel Koreaanse MMORPG gemaakt door Hanbit soft en is door GamersFirst uitgebracht in de Verenigde Staten en Europa. Hij onderscheidt zich door het feit dat je nu niet één, maar wel drie personages bestuurd.

## Verhaal
Het spel speelt zich af in de 17e eeuw, in de tijd van de Europese kolonisatie van Azië. Jij bent een familie die zich in de "New World" gevestigd heeft, om de kolonisten te helpen. Het nieuwe land is namelijk vergeven van monsters en dergelijke.

## Klassen
Er zijn 5 basisklassen, maar je verzameld tijdens het spel UPC cards waarmee je speciale karakters aan kan maken. Een stance is een soort van houding waarin je verschillende skills kan leren

### Fighter
Een gebalanceerde klasse. Dit is de sterkste meleê vechter die je kan vinden. Deze klasse kan tevens de meeste stances.
Unieke techniek: Provoke (Maximaal 15 tegenstanders binnen een straal van 5 meter vallen de fighter aan)

### Scout
Een defensieve klasse.In dit spel zijn ze ten minste iets meer dan alleen een heler, want nu kan deze klasse een veelvoud aan dingen. Ze kunnen dodelijke vallen plaatsen, een fantastische heler zijn, teamgenoten versterken of gewoon dodelijk snel zijn met dolken.
Unieke techniek: Heal (Genees een redelijk deel van een bevriend personage zijn gezondheidspunten)

### Wizard
Een defensieve klasse. In dit spel zijn ze als verdedigende klasse opgesteld, ze hebben weinig levenspunten maar ze kunnen andere karakters wel sterker maken door middel van buffs en de-buffs.

### Musketeer
Een offensieve klasse. Ze kunnen niet zo veel hebben, maar hun aanvallen behoren tot de sterkste die er zijn. Ze zijn gefocust op het uitschakelen van 1 tegenstander tegelijk, en zijn militair van karakter.

### Elementist
Een offensieve klasse, deze klasse kan het minst hebben. Focust op het uitschakelen van grote groepen door middel van AoE spreuken. Hun aanval kan sterker zijn dan die van de musketeer, maar kan ook zwakker zijn. Willekeurig dus, maar meestal sterker.
Unieke Techniek: Elemental Protector (Laat de volgende aanval missen met 50% kans, voor enkele seconden)